# قانون غش القهوة 1718
كان قانون غش القهوة الصادر في عهد الملك جورج الأول، هو قانون برلماني من برلمان بريطانيا العظمى، بخصوص غش القهوة، مما جعل من غير القانوني تناول القهوة.
التاريخ
تم تمريره في عام 1718، عندما سقطت القهوة ليحل محلها الشاي، وتم تقديم قانون مماثل، وهو  قانون غش الشاي عام 1776.
نص القانون على عقوبة قدرها 20 جنيهًا، ضد الأشخاص الذين يتخلصون من الأشرار، ممن كانوا يستخدمون في ذلك الوقت أو بعده في تحميص البن: الماء، أو الشحوم، أو الزبدة، أو بواسطة مواد مماثلة كريهة وزائدة بشكل كبير في الوزن، مما أدى إلى المساس بإيرادات جلالة الملك، وصحة رعاياه، وفقدان جميع تجار العدالة والنزاهة.
أُلغي القانون بموجب قانون مراجعة القانون الأساسي لعام 1958